# 詹姆斯·麦克林
詹姆斯·亞倫·麦克林（英語：James Aaron McClean，1989年4月22日—）是一位岀生於北爱尔兰但代表愛爾蘭的足球運動員。現效力于英乙球隊雷克瑟姆及代表愛爾蘭國家足球隊參加賽事。

## 球員生涯

### 球會
新特蘭
2011年8月9日，22歲的麥堅恩由愛爾蘭超級足球聯賽球會德利城轉投英超球會新特蘭，轉會費為35萬英鎊，合約為期三年。
2012年3月23日，新特蘭與麥堅恩簽署三年新合約，令其留隊至2015年夏季。
韋根
2013年8月8日，24歲的麥堅恩由英超球會新特蘭轉投要降落英冠作賽的球會威根，轉會費金額沒有透露，估計超過100萬英鎊，合約為期三年。

## 榮譽
德利城
- 愛爾蘭足球甲級聯賽冠軍 : 2010

威根
- 英格蘭足球甲級聯賽冠軍 : 2021–22

## 外部連結
- 足球数据库：詹姆斯·麦克林的球员统计数据
- Soccerway資料庫：詹姆斯·麦克林